# Capnioneura gelesae
Capnioneura gelesae is een steenvlieg uit de familie Capniidae. De wetenschappelijke naam van de soort is voor het eerst geldig gepubliceerd in 1984 door Berthélemy & Baena-Ruiz.